# Murmansk (isbrytare)
För andra betydelser, se Murmansk (olika betydelser).
Isbrytaren Murmansk är en rysk isbrytare, som har byggts på Arctech Helsinki Shipyards varv i Helsingfors.
Fartyget har byggts av Arctech i samarbete med  Viborgs varv, varifrån omkring 40 % av sektionerna levererats. Det har byggts efter rysk grundläggande design och har beställts av ryska federala byrån för havs- och flodtransporter för Östersjön och Norra ishavet för brytning av is av upp till 1,5 metets tjocklek samt som bogserbåt och för att släcka bränder och hjälpa fartyg i nöd.